# ばらえてい テレビファソラシド
『ばらえてい テレビファソラシド』は、NHK総合テレビで1979年4月3日から1982年3月13日まで放送されていたバラエティ番組である。一般的には、単に「テレビファソラシド」と呼ばれていた。ステレオ放送、文字多重放送を実施していた。

## 概要
音楽やスポーツの話題、漫才、歌舞伎、日本の自然探訪など、多彩な構成で綴っていた新趣向のバラエティ番組であった。
永六輔が久々に出演したバラエティ番組であり、音楽バラエティショーの先駆けとなった、NHK『夢であいましょう』の演出を担当した末盛憲彦が手掛けた。永は民放初の冠ラジオ番組『永六輔の誰かとどこかで』（TBSラジオ）がスタートした1967年以降はテレビよりもラジオに活動の重点を置いており、テレビ出演には距離を置いていたが、『夢であいましょう』の頃から信頼関係のある末盛と番組を制作できるのならということで出演を許諾。1978年12月27日に年末特別番組として放送された（この際の司会アナウンサーは、加賀美幸子と伊集院礼子が担当した）。
NHKは、従来4月から10月までのプロ野球シーズン中には土曜日に野球中継を行うことが多かったが、1979年にはこの期間を芸能およびスポーツの特集枠に変更し、野球中継だけでなく芸能番組も積極的に放送していく方針を固めた。それに伴い、火曜日20時台に放送の『ビッグショー』を土曜日に移動させることも決定。火曜20時台の枠が空くため、そこに新たなバラエティ番組を作るということで特番で好評だった『テレビファソラシド』の放送が決定した。
レギュラー放送の開始は、1979年4月3日20時であった。第1回目のゲストは、金田正一、井上順、石川さゆり、長谷川きよしであった。
以降、芸能人やその他著名人だけでなく、学者・教授などバラエティに富んだゲストが出演。永の得意とする知的エンターテインメント番組として評判になった。
1年後の1980年4月に火曜日から木曜日へ移動した際には、タモリ、小堺一機、近藤真彦をレギュラーに加え、番組は成熟期を迎えた。
さらに1年後の1981年4月に土曜日へ移動したが、この時既に土曜日の放送はプロ野球中継中心のプログラムに戻っており、選挙特番なども重なって放送は極端に少なくなった。また、永自身も以前のようにラジオ中心の活動に戻りたいという考えを持っていたことなどから、開始から3年後の1982年3月13日に番組は終了した。

### 司会は女性アナウンサー
番組の大きな特徴として、複数の女性アナウンサーが司会を務めたことが挙げられる。
それまでの女性アナウンサーは、番組の中でアシスタント的な役割に徹することが多かった。また、ニュースなどの原稿を読む仕事がメインで、番組内で自分の意見を言ったり、素顔を披露したりするという機会もほとんど無かった。しかし、この番組は2人から5人の女性アナウンサーたちを司会に据え、永がアシスタントを務めるという従来には無い新しいスタイルで放送。NHKの女性アナウンサーがバラエティ番組のメイン司会を務めるというのも初めての試みであり、当時大きな話題を呼んだ。
番組スタート時、永は「こんなに有能なアナウンサーがいるのに、テレビにあまり出さないのは宝の持ちぐされ。彼女たちの魅力を引き出せるような番組を作りたい」と抱負を語っており、台本のみならずアドリブも交えた司会を期待。事実、放送が始まるとこれがNHKのアナウンサーかというような発言が随所に飛び出し、永の思惑通りの展開となった。
服装もそれまでとは違い、当時のNHKらしくない華やかな服装で登場。ただ、一社員扱いで手当（衣装代）は全く出ないため、ロッカーに自前の衣装を2・3着用意しておき、出演の時に着替える者が多かった。
毎回レギュラー出演していたのが、ベテランの加賀美幸子と新人の頼近美津子（頼近は当初は不定期出演、1980年2月より正式にレギュラー司会に昇格）。頼近は初めてのレギュラーの仕事がこの『テレビファソラシド』で、司会の他にコントなどでも活躍。得意のピアノではソロ演奏や先輩・古藤田京子との連弾も披露。ピアノを弾く軽やかな姿と美貌でアイドル的な人気を獲得した（その後、番組卒業からニュースキャスターを経てフジテレビへ移籍）。
現在ではNHK・民放を問わず女子アナウンサーの商品化・タレント化が通例となっているが、それを最初に試みたのがこの番組と言われている。

### タモリの起用
当時のNHKは制限が多く、今のように誰もが出られるというわけではなかった。だが、タモリの持つインテリジェンスが番組の性格と一致するということ、そして永の後押しもあり、番組に起用されることとなった。当初はゲスト出演で得意のハナモゲラ語やスキャットで女性アナウンサーと絡んだり、イグアナの物真似をしたりしていたが、その後レギュラーとして定着。番組後期には永六輔とともに『テレビファソラシド』の顔的存在となった。
番組では、タモリと加賀美という全く違うタイプの2人がコンビを組み、ペアで司会をすることもあった。永は放送当時「タモリと加賀美アナウンサーのコンビによって、バラエティに必要な「意表をつく楽しさ」が生まれる。この2人から何かが始まるという期待がある」と発言。
なお、番組が終了した後も、タモリは『ウォッチング』『ブラタモリ』などNHKの番組に多数出演している。

### 近藤真彦のレギュラー登板
1980年4月からは、1979年にテレビドラマ『3年B組金八先生』（TBS系列）の生徒役でデビューした、近藤真彦がレギュラー出演。近藤はまだレコードデビューする前で、テレビドラマを見ていた視聴者以外にはほとんど知られていなかった。
近藤は番組のオープニングテーマを歌うなど様々なコーナーで活躍したが、ゲストやレギュラー出演者への発言には、美空ひばりへの「おばさん 歌うまいね」や、永の問いには「知りません」「わかりません」を繰り返すなど、視聴者やスタッフをハラハラさせることが多かった。だがその一方、永が少年時代に疎開した長野県小諸市（当時は北佐久郡南大井村）から番組を放送した際には、永と近藤が当時のまま残っている国民学校の校舎や千曲川に掛かる吊り橋を訪ね、永の戦争の話に真剣に耳を傾けたり、逆に近藤から永に率直な質問をぶつけたりもした。
1980年12月、近藤は「スニーカーぶる〜す」でレコードデビュー。この曲がジャニーズ事務所所属タレントとして初のオリコン調べによるミリオンセラーとなり、1981年には第23回日本レコード大賞など合計18の音楽祭の最優秀新人賞を総ナメした。そして、トップアイドルとなったその年（1981年）の4月2日放送分をもって近藤は番組を卒業した。

## 放送期間・時間
| 放送期間                      | 放送日 | 放送時間      | 放送分 |
| ----------------------------- | ------ | ------------- | ------ |
| 1979年4月3日 - 1980年4月1日   | 火曜日 | 20:00 - 20:50 | 50分   |
| 1980年4月10日 - 1981年4月2日  | 木曜日 | 20:00 - 20:50 | 50分   |
| 1981年4月11日 - 1982年3月13日 | 土曜日 | 21:10 - 21:45 | 35分   |

## 出演者
番組開始から終了まで出演していたのは永と加賀美のみである。タモリは1980年中頃まで不定期に出演し、それ以降は番組終了まで毎回出演していた。

### 進行役
- 永六輔 - 番組初期には女性アナウンサーたちのアシスタント役を兼任していた。

### レギュラー
- タモリ
- 内海桂子・好江
- 小堺一機
- 近藤真彦
- 八木正生
- 小林のり一
- ケン・フランケル
- 泰葉 - 当時は本名「海老名泰葉」で不定期に出演していた。

### レギュラー出演
- 加賀美幸子（唯一、全期にわたってレギュラー出演、司会を担当）
- 頼近美津子（不定期出演ののち、1980年2月〜1981年1月までレギュラー出演、加賀美と司会を担当）

### 不定期出演（1980年2月まで）
- 永井多恵子
- 村田幸子
- 広瀬久美子
- 伊集院礼子
- 室町澄子
- 迎康子
- 須磨佳津江
- 桜井洋子
- 小宮山洋子
- 古藤田京子
- 山田敦子
  - ほか多数

## 主なコーナー
テレビファ座談会
毎週さまざまなゲストを迎え、ゲストと永らレギュラー陣が語り合う。
ホームドラマ
タモリを中心としたホームドラマ風のコント。タモリが父親、内海桂子が母親、内海好江が祖母、頼近が娘、近藤が息子役を演じるケースが多かった。また、加賀美がタモリの妻役や娘役をやることもあった。タイトルのテロップには毎回「最終回」と表記されていた。
六輔の旅行カバン
日本中を旅回りしている永が、旅先で出会った人や起こった出来事を語る。
ケンの日本探訪
国立劇場歌舞伎研究所を卒業したアメリカ人俳優、ケン・フランケルが古き良き時代の日本の名所を訪れる。
永六輔 VS タモリ
正式なコーナー名は無いが、1つのテーマについて永とタモリが激論するコーナー。多くの場合、永は誰もが同意するような正論を語るのに対しタモリは誰も発想しないような曲論を語ることが多い。豊富なボキャブラリーで立て板に水のごとく喋る永と、曲論を強引な展開で正論に持っていこうとするタモリの話術のバトルが見所だった。
タモリ・コーナー
タモリが古今東西、森羅万象から興味あるものをピックアップし、それを面白おかしく解説する。また、タモリならではの一芸を披露することもあった。
マッチ一本勝負
これから歌手デビューしようとする近藤が、さまざまな事に挑戦。一流芸能人になるためのノウハウを身に着けていく。
歌のコーナー
番組の最後にゲストの歌手が歌を披露する。

## 放送リスト

### 1979年（昭和54年）
| 回 | 放送日   | テーマ・サブタイトル            | 主なゲスト（準レギュラーを含む）                                               |
| -- | -------- | ------------------------------- | ------------------------------------------------------------------------------ |
| 1  | 4月3日   | 花よりテレビ                    | 小沢昭一、加藤登紀子、石川さゆり、長谷川きよし                                 |
| 2  | 4月10日  | 私事ですが                      | 淀川長治、愛川欽也、石川さゆり、さだまさし                                     |
| 3  | 4月17日  | あなたが子どもだったときに      | 平野威馬雄、井上順、ニューヨーク・ファイヤー・クラッカーズ                     |
| 4  | 4月24日  | 旅は道づれ、世はテレビ          | 小沢昭一、加藤登紀子、坂庭しょうご                                             |
| 5  | 5月1日   | 野暮を承知の心意気              | 神津善行、千昌夫、井上順、広沢瓢右衛門、坂庭しょうご                           |
| 6  | 5月8日   | ぬいぐるみの中で                | 田端義夫、デュークエイセス、井上順、城田じゅんじ                               |
| 7  | 5月15日  | あなたと名前と同じ町            | 九重勝昭、愛川欽也、三浦洸一、井上順                                           |
| 8  | 5月22日  | 笑うかどには欽ちゃんきたる      | 萩本欽一、石川さゆり、坂庭しょうご                                             |
| 9  | 5月29日  | "数楽"の時間です                | 堺正章、森山良子、矢野健太郎、村岡実                                           |
| 10 | 6月5日   | 師匠！これがフォークだよ        | 柳家小さん、岩崎宏美、高石ともやとザ・ナターシャー・セブン                     |
| 11 | 6月12日  | 新婚・金婚・披露宴              | 益田喜頓、立木義浩、森昌子、さとう宗幸                                         |
| 12 | 6月19日  | 歌・唄・詩・謡                  | 藤堂明保、近藤英一、三上寛、長谷川きよし、101シンガーズ                        |
| 13 | 6月26日  | 歌が生まれる時                  | 神津善行、都はるみ、ブラザース・フォー、長谷川きよし                           |
| 14 | 7月3日   | 大日本喜劇論                    | 曽我廼家明蝶、曽我廼家桃蝶、堺正章、細川たかし                                 |
| 15 | 7月17日  | 晴れ着・ふだん着・夏姿          | 池田弥三郎、三木のり平、森昌子、長谷川きよし                                   |
| 16 | 7月24日  | 8メートル1センチの哀歌          | 山田宏臣、北島三郎、井上順、長谷川きよし                                       |
| 17 | 8月7日   | チャンネルにさわるな！          | 藤本義一、五木ひろし、嵯峨美子、高石ともや                                     |
| 18 | 8月14日  | ガッコの先生ゴッコ              | 桂米朝、坂本スミ子、井上順、宅孝二、長谷川きよし                               |
| 19 | 8月28日  | 高知の旅、旅のコーチ            | 内山田洋とクール・ファイブ、長谷川きよし、坂庭しょうご                         |
| 20 | 9月4日   | SL・空を飛ぶ                    | 斎藤茂太、新沼謙治                                                             |
| 21 | 9月11日  | ダンシング・ボクシング          | ファイティング原田、由紀さおり、井上順                                         |
| 22 | 9月25日  | カーテンコール・アンコール      | 広沢瓢右衛門、曽我廼家桃蝶、赤尾三千子、石川さゆり                             |
| 23 | 10月2日  | よい待草のやるせなさ            | 淡谷のり子、立木義浩、斉藤昌子、長谷川きよし                                   |
| 24 | 10月9日  | 子どもだった大人たち            | 遠藤豊、丸山浩路、井上順、菅原やすのり                                         |
| 25 | 10月23日 | 前略・中略・後略                | 田辺靖雄、嵯峨美子                                                             |
| 26 | 10月30日 | 島育ち・島の唄                  | 山城祥二、木の実ナナ、根本順吉                                                 |
| 27 | 11月6日  | ビッグ・ビッグショー "愛する豚" | 山口百恵、宮崎康平、井上順                                                     |
| 28 | 11月13日 | ばらえてん覧会                  | 水森亜土、西村計雄、佐々木つとむ                                               |
| 29 | 11月20日 | -                               | 荒井注、金子由香利                                                             |
| 30 | 11月27日 | 輝け！タモリ大将                | マーサ三宅、藤圭子                                                             |
| 31 | 12月4日  | ホテルよい客ひどい客            | 小松政夫、森昌子、木原光知子                                                   |
| 32 | 12月11日 | 歌は語れ、セリフは歌え          | 倍賞千恵子、所ジョージ、小松政夫、木村松太郎、青木雨彦                         |
| 33 | 12月18日 | おとこ同志                      | 杉田二郎、城田じゅんじ、坂庭しょうご、谷口又士とオールドボーイ・オールスターズ |
| 34 | 12月25日 | 大物ほどアガる                  | 勝新太郎、内山田洋とクール・ファイブ、長谷川きよし、石野真子                   |

### 1980年（昭和55年）
| 回 | 放送日   | テーマ・サブタイトル                  | 主なゲスト（準レギュラーを含む）                                                 |
| -- | -------- | ------------------------------------- | -------------------------------------------------------------------------------- |
| 35 | 1月8日   | 初春にうなる                          | 山城新伍、都はるみ、豊竹咲大夫、小松政夫、赤尾三千子、城田じゅんじ、坂庭しょうご |
| 36 | 1月15日  | みんなで主張しまショー                | 三波春夫、せんだみつお、西丸震哉、ビト・ルポ                                     |
| 37 | 1月22日  | 雪国を抜けるとパロディーだった        | 淀川長治、五木ひろし、せんだみつお、伊奈かっぺい                                 |
| 38 | 1月29日  | 出逢い、出会い、出遇い                | 勝新太郎、北島三郎、桜田淳子                                                     |
| 39 | 2月5日   | 日本語を乱すな！                      | 郷ひろみ、ニューヨーク・ファイヤー・クラッカーズ                                 |
| 40 | 2月12日  | 戯れ絵・ざれ歌・ざれテレビ            | 山藤章二、八代亜紀                                                               |
| 41 | 2月19日  | こんばんは赤ちゃん                    | 千昌夫、山内逸郎、テディ&ナンシー                                                |
| 42 | 2月26日  | これがスポーツ実況だ！                | 沢田研二、悠玄亭玉介、杉山邦博、向坂松彦                                         |
| 43 | 3月4日   | 金子由香利ショー                      | 金子由香利、谷村新司                                                             |
| 44 | 3月11日  | これぞホームドラマ                    | 所ジョージ、小林幸子、犬養孝                                                     |
| 45 | 3月18日  | 大スター・中スター・小スター          | 市川右太衛門、千昌夫、岩崎宏美                                                   |
| 46 | 3月25日  | 蝶々・てふてふ・バタフライ            | ミヤコ蝶々、森英恵、中原理恵、矢島稔                                             |
| 47 | 4月1日   | 歌う唄・聞く唄・口ずさむ唄            | 三波春夫、高石ともやとザ・ナターシャー・セブン                                   |
| 48 | 4月10日  | 満1歳の誕生日                         | 淀川長治、森昌子、長谷川きよし                                                   |
| 49 | 4月17日  | 太郎冠者でおじゃる                    | 田端義夫、小柳ルミ子、和泉元秀                                                   |
| 50 | 4月24日  | お国ことば・東京なまり                | 岩崎ちひろ、都はるみ、伊奈かっぺい                                               |
| 51 | 5月8日   | 湯上がりでナマを一杯！                | 菅原文太、森進一、大原麗子                                                       |
| 52 | 5月15日  | 風呂敷をひろげて                      | 五木ひろし、小林のり一                                                           |
| 53 | 5月22日  | 美声・悪声・大声・小声                | 伊東四朗、小池朝雄、淀川長治、森昌子                                             |
| 54 | 5月29日  | あんな地図こんな地図                  | 植村直己、内山田洋とクール・ファイブ                                             |
| 55 | 6月5日   | 衣食足りて礼節は？                    | 堺正章、郷ひろみ、小笠原清信、藤舎推峰                                           |
| 56 | 6月26日  | 殺し文句を楽しく                      | 堺正章                                                                           |
| 57 | 7月3日   | アナウンサー大特集                    | 青木一雄、藤倉修一、羽佐間正雄、鈴木健二                                         |
| 58 | 7月17日  | ひばりファソラシド                    | 美空ひばり、小林のり一                                                           |
| 59 | 7月24日  | まじめ・不真面目・羽交いじめ          | ディック・ミネ、千昌夫、シャネルズ                                               |
| 60 | 7月31日  | アイドルは飛んでゆく                  | 田谷力三、研ナオコ、ニューヨーク・ファイヤー・クラッカーズ                       |
| 61 | 8月7日   | 世界一が教える夏の鍛え方              | 具志堅用高、北島三郎、白井貴子、三上寛                                           |
| 62 | 8月14日  | 聞け子ども達、語れ大人達              | 加藤武、グスタフ・フォス                                                         |
| 63 | 8月21日  | 三日で書ける夏休みの日記              | 立木義浩、内山田洋とクール・ファイブ、岡崎友紀                                   |
| 64 | 8月28日  | 君はロボットに勝てるか                | 森政弘、上田知華+KARYOBIN                                                        |
| 65 | 9月4日   | 異常気象下の異常テレビ                | ツービート、根本順吉、ロス・インディオス&シルビア                                |
| 66 | 9月11日  | お世辞のコツ教えます                  | 毒蝮三太夫、新沼謙治                                                             |
| 67 | 9月18日  | 名刺、肩書き、身分証明                | 岸田今日子、財津一郎、桜田淳子、三上寛                                           |
| 68 | 9月25日  | 本音・タテマエ・裏・表                | 古谷一行、桃井かおり、勝部領樹                                                   |
| 69 | 10月2日  | お国ことばはそれなりに                | 長谷川法世、林邦史朗、渡辺真知子                                                 |
| 70 | 10月9日  | むき・ふむき・人の適性                | 山田宏臣、都はるみ、水野智之                                                     |
| 71 | 10月16日 | 激論! 六輔対タモリ "父親って何だ"     | 中条静夫、池波志乃                                                               |
| 72 | 10月23日 | 激論! 六輔対タモリ "手紙だ！電話だ！" | 菅原洋一、八代亜紀                                                               |
| 73 | 10月30日 | おでん文化対ハンバーガー文化          | 野坂昭如、五木ひろし、渡部絵美                                                   |
| 74 | 11月13日 | 追悼 越路吹雪さん                     | 乙羽信子、高木史朗、松本徳彦                                                     |
| 75 | 11月20日 | ロミオとハムレット                    | 海援隊、ザ・キングトーンズ                                                       |
| 76 | 11月27日 | 第一印象は？                          | ジバンシィ、森進一、大原麗子、大石尚                                             |
| 77 | 12月4日  | ウリコミニケーション                  | 深田祐介                                                                         |
| 78 | 12月11日 | とまり木・腰かけ・社長の椅子          | 松田聖子、小原二郎                                                               |
| 79 | 12月18日 | 本名・芸名・ペンネーム                | イルカ、広沢瓢右衛門                                                             |
| 80 | 12月25日 | ブラック・クリスマス                  | 山藤章二、ゴダイゴ、河合奈保子                                                   |

### 1981年（昭和56年）
| 回  | 放送日   | テーマ・サブタイトル               | 主なゲスト（準レギュラーを含む）                                                             |
| --- | -------- | ---------------------------------- | -------------------------------------------------------------------------------------------- |
| 81  | 1月8日   | お正月も今日でトリ                 | 高石ともやとザ・ナターシャー・セブン、岩崎宏美                                               |
| 82  | 1月22日  | なぜか陽水！                       | 井上陽水                                                                                     |
| 83  | 1月29日  | 芸歴500年・オールド漫才            | 萩笑三・奈良恵、ボクジロー・キミマチコ                                                       |
| 84  | 2月5日   | 雪まつりにブラックジョーク         | 阿刀田高、河島英五、上田知華+KARYOBIN                                                        |
| 85  | 2月12日  | ドン・キホーテは今                 | 長嶺ヤス子、天本英世、西城秀樹                                                               |
| 86  | 2月19日  | 今宵ライブハウスで                 | 中村伸郎、春風亭小朝、北原ミレイ                                                             |
| 87  | 2月26日  | タモリのタモリズム                 | サーカス、山下洋輔、坂田明                                                                   |
| 88  | 3月5日   | 春・スポーツ最前線                 | 渡辺真知子                                                                                   |
| 89  | 3月12日  | ホームドラマ決定版・タモリ家の崩壊 | 橋田壽賀子、松田聖子                                                                         |
| 90  | 4月2日   | 春らんまん・花見のえん             | 中松義郎、竹内まりや                                                                         |
| 91  | 4月11日  | ジャズがやってきた                 | 奥井一満、吉田日出子、坂田明、中村誠一                                                       |
| 92  | 4月18日  | われらの辞書に不可能という字はない | 坂田明、中村誠一、奥井一満                                                                   |
| 93  | 5月16日  | ホップ・ステップ・ジャンプ         | 鳳蘭、山田宏臣、中野ブラザーズ                                                               |
| 94  | 5月23日  | 一流の無名人・三流の有名人         | 海援隊、山田宏臣                                                                             |
| 95  | 5月30日  | なつかしくあたらしい歌             | 内山田洋とクール・ファイブ、武田鉄矢                                                         |
| 96  | 6月6日   | これがブルース                     | 大木トオル、宇崎竜童                                                                         |
| 97  | 6月13日  | タモリの四畳半                     | 日高なみ、大宅映子、芳賀喜子、田村洋                                                         |
| 98  | 7月4日   | 語る・騙る・カタル                 | 堺屋太一                                                                                     |
| 99  | 7月11日  | 笑ってごまかすタモリ               | 淡谷のり子、木の実ナナ                                                                       |
| 100 | 9月19日  | ウェルカムカーター・ファミリー     | カーター・ファミリー、ザ・ナターシャー・セブン                                               |
| 101 | 10月24日 | 独占！関白記者会見                 | 西田敏行                                                                                     |
| 102 | 10月31日 | 星空の下のタモリ                   | 多岐川裕美、柳家小ゑん、国司真                                                               |
| 103 | 11月7日  | 実力派大行進                       | 松崎しげる、仲代圭吾                                                                         |
| 104 | 11月14日 | タモリは突然変異                   | 稲尾和久、長山藍子                                                                           |
| 105 | 11月21日 | トークちらちらタモリが見える       | 小海智子                                                                                     |
| 106 | 11月28日 | 男らしさ・女らしさ・タモリらしさ   | 村田英雄、大地真央                                                                           |
| 107 | 12月26日 | 徳川夢声という人がいた             | 淀川長治、古今亭志ん朝、陳建民、坂野比呂志、古今亭志ん三、古今亭志ん太、古今亭朝太、山川静夫 |

### 1982年（昭和57年）
| 回  | 放送日  | テーマ・サブタイトル             | 主なゲスト（準レギュラーを含む） |
| --- | ------- | -------------------------------- | -------------------------------- |
| 108 | 1月9日  | 駄モリの駄洒落                   | 月の家円鏡、阿川泰子、毒蝮三太夫 |
| 109 | 1月16日 | タモリとリモタとモリタ           | 土屋耕一、波多野栄一             |
| 110 | 1月23日 | 真面目・不真面目・タモリの目     | L・Aノッカーズ、ケーシー高峰     |
| 111 | 1月30日 | フランクはしご対談               | フランク永井、北村英治           |
| 112 | 2月6日  | 正装で御覧ください               | 和田アキ子、水野正夫、シャクティ |
| 113 | 2月27日 | みつけられたり、みつけたり       | 中原理恵、パラダイスキング       |
| 終  | 3月13日 | 徹子だ・タモリだ・バラエティーだ | 黒柳徹子                         |

## スタッフ
- 演出：末盛憲彦、秋本四郎
- 制作協力：田辺エージェンシー
- 制作著作：NHK

## 番組の現存状況
当番組は基本的に生放送だったため、NHKには公式なビデオ録画がほとんど残っていなかった。NHKアーカイブスでは澤田隆治（元朝日放送プロデューサー、東阪企画創業者）が録画していたテープなどの提供を受け、2016年現在約50本ほどが発掘されている。